# Billy Abbott
William Foster "Billy" Abbott, es un personaje ficticio de la serie de la telenovela The Young and the Restless interpretado por el actor Burgess Jenkins del 24 e junio del 2014 hasta ahora. Anteriormente Billy fue interpretado por los actores Billy Miller del 2008 al 2014, por David Tom de 1999 hasta el 2002 y brevemente en el 2014, por Scott Seymour en el 2006 y por Ryan Brown del 2002 al 2003.